# Aki Seiuli
Pas d'image ? Cliquez ici

a Compétitions nationales et continentales officielles uniquement.

b Matchs officiels uniquement.
Dernière mise à jour le 4 août 2022.
Aki Seiuli, né le 22 décembre 1992 à Christchurch (Nouvelle-Zélande), est un joueur international samoan de rugby à XV. Il joue au poste de pilier avec la province galloise des Dragons en United Rugby Championship à partir de 2021.

## Biographie

### Jeunesse et formation
Aki Seiuli est né à Christchurch dans la région de Canterbury en Nouvelle-Zélande, de parents d'origine samoanes. Il grandit ensuite dans la ville de Timaru, et suit sa scolarité à la Timaru Boys' High School (en). Il joue au rugby à XV avec l'équipe de l'établissement, et en est le capitaine lors de sa dernière année d'étude en 2011,.
En 2011, alors qu'il est encore lycéen, il dispute une rencontre avec la province de South Canterbury en Heartland Championship (deuxième division provinciale),.

### Début de carrière en Nouvelle-Zélande (2012-2019)
Après avoir terminé sa scolarité, Aki Seiuli déménage en 2012 dans la région d'Otago, et joue avec le club amateur du Taieri RC, avec qui il remporte le championnat amateur local,.
Après une bonne saison en club, il est retenu par la province d'Otago pour disputer la saison 2012 du National Provincial Championship (NPC),. Il joue son premier match avec sa nouvelle équipe contre Southland lors d'un match de préparation, avant de jouer son premier match officiel le 29 août 2012 contre Bay of Plenty,. Il joue onze rencontres lors de sa première saison, pour six titularisations. Grâce à de bonnes performances, il s'impose rapidement dans l'effectif d'Otago, et fait sa cinquantième apparition en 2017,.
En avril 2014, Seiuli rejoint en cours de saison la franchise des Highlanders, engagée en Super Rugby, sur la base d'un contrat court, où il doit compenser l'absence de joueurs blessés. Il est présent sur une feuille de match en tant que remplaçant le 16 mai 2014 contre les Hurricanes, mais n'entre pas en jeu.
Deux ans plus tard, à la même période, il est à nouveau appelé par les Highlanders. Il joue finalement son premier match de Super Rugby le 7 mai 2016 contre les Chiefs. Il trouve rapidement sa place avec sa nouvelle équipe, jouant sept rencontres lors de sa première saison, toutes en tant que remplaçant,.
Grâce à ses débuts encourageants, il voit son contrat prolongé pour la saison 2017. Lors de la saison, il garde importante dans l'effectif en tant qu'impact player, en doublure de l'habituel titulaire au poste de pilier gauche Daniel Lienert-Brown (en),. Toujours en 2017, il affronte victorieusement les Lions britanniques lors de leur tournée en Nouvelle-Zélande,. Il prolonge ensuite son contrat avec les Highlanders pour deux saisons supplémentaires, soit jusqu'en 2019.
Après une saison 2018 dans la lignée de la précédente au niveau du temps de jeu, Seiuli manque l'intégralité de la saison 2019 à cause d'une grave blessure au genou subie avec Otago lors du NPC,.

### Départ en Europe et débuts internationaux (2019-)
En 2019, après une dernière saison de NPC avec Otago, Aki Seiuli signe un contrat de deux saisons avec la province écossaise des Glasgow Warriors en Pro14. Lors de ses deux saisons au club, il joue régulièrement (29 matchs) et se fait remarquer par ses qualités dans le jeu courant,.
D'origine samoane, il est contacté par le sélectionneur de l'équipe nationale Steve Jackson en 2019, afin de préparer à la Coupe du monde 2019. Il décline cependant la sélection à cause de sa blessure au genou.
Malgré son temps de jeu conséquent lors de ses deux saisons à Glasgow, son contrat n'est pas prolongé et il quitte le club en juin 2021.
Il est rappelé par les Samoa à l'été 2021 par le nouveau sélectionneur Seilala Mapusua, afin de disputer une série de test-matchs face aux Māori All Blacks, puis une double confrontations face aux Tonga qualificative pour la prochaine Coupe du monde. Il ne peut cependant disputer aucun match, à cause des mesures de quarantaines liées à la pandémie de Covid-19 mises en place par le gouvernement néo-zélandais lors de l'entrée sur le territoire.
En juillet 2021, il rejoint la province galloise des Dragons en United Rugby Championship. Après une bonne première saison, il prolonge son contrat avec les Dragons pour une saison supplémentaire.
En juin 2022, il est à nouveau sélectionné avec les Samoa pour participer à la Coupe des nations du Pacifique 2022. Il connaît sa première sélection le 2 juillet 2022 contre l'équipe d'Australie A,. Il dispute les trois matchs de la compétition, qui est remportée par son équipe,.
En octobre 2024, alors qu'il est sans club depuis la fin de saison 2023-2024, et qu'il s'est engagé en faveur des Warriors de l'Utah pour la saison 2025 de Major League Rugby, il fait son retour chez les Dragons en tant que joker médical de courte durée. 

## Palmarès
- Vainqueur de la Coupe des nations du Pacifique en 2022.

## Statistiques internationales
- 9 sélections avec les Samoa depuis 2022.
- 0 point.
- Sélections par années : 3 en 2022, 6 en 2024.